# Stenellipsis basipustulata
Stenellipsis basipustulata là một loài bọ cánh cứng trong họ Cerambycidae.